# Stable Diffusion
Stable Diffusion е модел за генериране на изображения от въведен текст.

## Описание
Моделът е пуснат на 22 август 2022 г. от британската компания Stability AI. Разработката на проекта е оглавена от Патрик Есер от Runway и Робин Ромбах от CompVis към Мюнхенския университет и в нея вземат участие десетки програмисти.
Stable Diffusion е написан на езика Python и е изцяло с отворен код. Създадените с модела изображения не са защитени с авторски права, т.е. потребителят може да ги използва свободно.

## Съдебни дела
Въпреки изключителния успех, който постига, технологията е жертва и на множество критики. Освен това няколко частни и юридически лица завеждат искове срещу Stability AI заради това, че компанията предполагаемо е събирала техни фотографии от интернет със защитени авторски права, за да обучава модела си.